# Shawn Chacón
Shawn Chacón es un pitcher estadounidense de las Grandes Ligas que actualmente está jubilado. La última vez que jugó fue con los Astros de Houston en el 2008, durante su carrera lanzó un promedio de 88-92 Mph. Experto lanzando curvas, slider y en cambio de velocidad en sus tiros.
Nació en Anchorage, Alaska el día 23 de diciembre del 1977, se cree que su padre biológico era afroamericano y su madre latinoamericana, fue abandonado en una Casa de Acogida en Greeley, Colorado y al cumplir los 4 años fue adoptado por los sres. Tony y Blanca Chacón.

## Trayectoria

### Rockies de Colorado
Chacón fue reclutado por el estado de Arizona pero comenzó a jugar profesionalmente con los Rockies de Colorado en 1996, durante su participación con este equipo lo llevó a participar en el juego de las estrellas, terminando en el 2003 con un promedio de 11 pateadores - 8 ponches.

### Yankees de Nueva York
Fue adquirido por los Yankees en julio de 2005, en su primera apertura con los Yankees lanzó 6 entradas sin permitir una carrera en contra de Los Angelinos de Los Ángeles, terminó 7-3 con una efectividad de 2.85 para los Yankees.
Antes de la temporada del 2006, los deportivos creían que Chacón sería una pieza clave para el equipo de los Yankees, sin embargo, al comenzar la temporada inició lento, pero comenzó a lanzar bien a finales de abril, el día 16 de mayo, los Rangers de Texas le anotaron 7 carreras a Chacón, después de este terrible episodio Chacón salió lesionado el 11 de julio. 

### Piratas de Pittsburgh
El 31 de julio del 2006 es enviado a Los Piratas de Pittsburgh donde hace 9 aperturas y con un promedio de 2-3 y una efectividad de 5.48, ya para el 2007 tuvo un promedio de 5-4 con una efectividad de 3.94 en 64 juegos.

### Astros de Houston
El 20 de febrero del 2008, Chacón firmó un contrato por 2 millones de dólares con los Astros de Houston.
- Datos: Q7491318